# Carme Batlle i Gallart
Carme Batlle i Gallart   (Barcelona, 1931) va ser professora d'Història medieval de la Universitat de Barcelona, es va formar a l'escola de Jaume Vicens Vives. Ha desenvolupat la seva activitat, sempre dedicada a l'edat mitjana, primer als museus d'art de l'Ajuntament de Barcelona i després al Departament d'Història medieval de la Universitat de Barcelona. Especialitzada en l'estudi dels nuclis urbans, en els temes de municipi i societat, ha estudiat sobretot Barcelona i la Seu d'Urgell. Presentà la tesi doctoral l'any 1970 amb el títol La crisis social y económica de Barcelona a mediados del siglo XV. Com a membre de la Commission Internationale pour l'Histoire des Villes, en representació dels territoris de l'antiga Corona d'Aragó, ha difós la història d'aquests territoris per mitjà de diversos reculls de bibliografia i de síntesi. Altres línies de recerca han estat l'estudi de la pobresa (1987) i les famílies de mercaders barcelonins: els Banyeres, Destorrents, Durfort, Gualbes, Granollacs, Torró, Grony, Llobera, etc. Va redactar el volum tercer de la Història de Catalunya dirigida per Pierre Vilar, amb el títol L'expansió Baixmedieval, segles xiii-XV (1988). Ha col·laborat en els volums segon i tercer de la Història de Barcelona, dirigida per Jaume Sobrequés (1992), i al volum de l'Alt Urgell de la Catalunya Romànica (1992).

## Principals publicacions
- La crisis social y económica de Barcelona a mediados del siglo XV, CSIC, 1973
- La Seu d'Urgell medieval: la ciutat i els seus habitants, Fundació Vives i Casajuana, Barcelona, 1985
- Conèixer la Història de Catalunya. Del segle xiii al XV, Barcelona, 1983
- L'expansió baixmedieval, segles xiii-XV, a la Història de Catalunya (dirigida per Pierre Vilar), Edicions 62, Barcelona, 1988
- Mirada a la Barcelona medieval des de les finestres gòtiques, Rafael Dalmau Editor, Barcelona, 2002 (amb T. Vinyoles)
- Fires i mercats. Factors de dinamisme econòmic i centres de sociabilitat (segles XI a XV), Rafael Dalmau Editor, Barcelona, 2004. ISBN 84-232-0674-2